# Uwe Neupert
Uwe Neupert (5 agosto 1957) è un ex lottatore tedesco, specializzato nella lotta libera.

## Palmarès

### Olimpiadi
- 1 medaglia:
  - 1 argento (Mosca 1980 nei -90 kg)

### Mondiali
- 8 medaglie:
  - 2 ori (Città del Messico 1978 nei -90 kg; Edmonton 1982 nei -90 kg)
  - 2 argenti (Losanna 1977 nei -90 kg; San Diego 1979 nei -90 kg)
  - 4 bronzi (Skopje 1981 nei -90 kg; Kiev 1983 nei -90 kg; Budapest 1985 nei -100 kg; Martigny 1989 nei -100 kg)

### Europei
- 10 medaglie:
  - 3 ori (Sofia 1978 nei -90 kg; Bucarest 1979 nei -90 kg; Lodz 1981 nei -90 kg)
  - 4 argenti (Prievidza 1980 nei -90 kg; Varna 1982 nei -100 kg; Jönköping 1984 nei -100 kg; Lipsia 1985 nei -100 kg)
  - 3 bronzi (Budapest 1983 nei -90 kg; Il Pireo 1986 nei -100 kg; Manchester 1988 nei -100 kg)